# William Frederick Denning
William Frederick Denning (25 de noviembre de 1848 – 9 de junio de 1931) fue un astrónomo aficionado británico que consiguió un éxito considerable sin formación científica formal.

## Semblanza
Denning dedicó una gran parte de su tiempo a la búsqueda de cometas descubriendo varios de ellos, incluyendo el cometa periódico 72P/Denning–Fujikawa y el cometa perdido D/1894 F1, el último cometa descubierto en suelo británico hasta los avistamientos de George Alcock.
También estudió los meteoroides y las estrellas novas, descubriendo Nova Cygni 1920 (V476 Cyg). Ganó el Premio Valz de la Academia de Ciencias de Francia en 1895, la Medalla de oro de la Real Sociedad Astronómica en 1898, y la Medalla Donohoe del Cometa por su descubrimiento de un cometa el 23 de julio de 1890.

## Eponimia
- El cráter lunar Denning lleva este nombre en su honor.
- Así mismo, el cráter marciano Denning lleva este mismo nombre.